# Vous êtes ici
Pour l’article homonyme, voir Vous êtes ici (album).

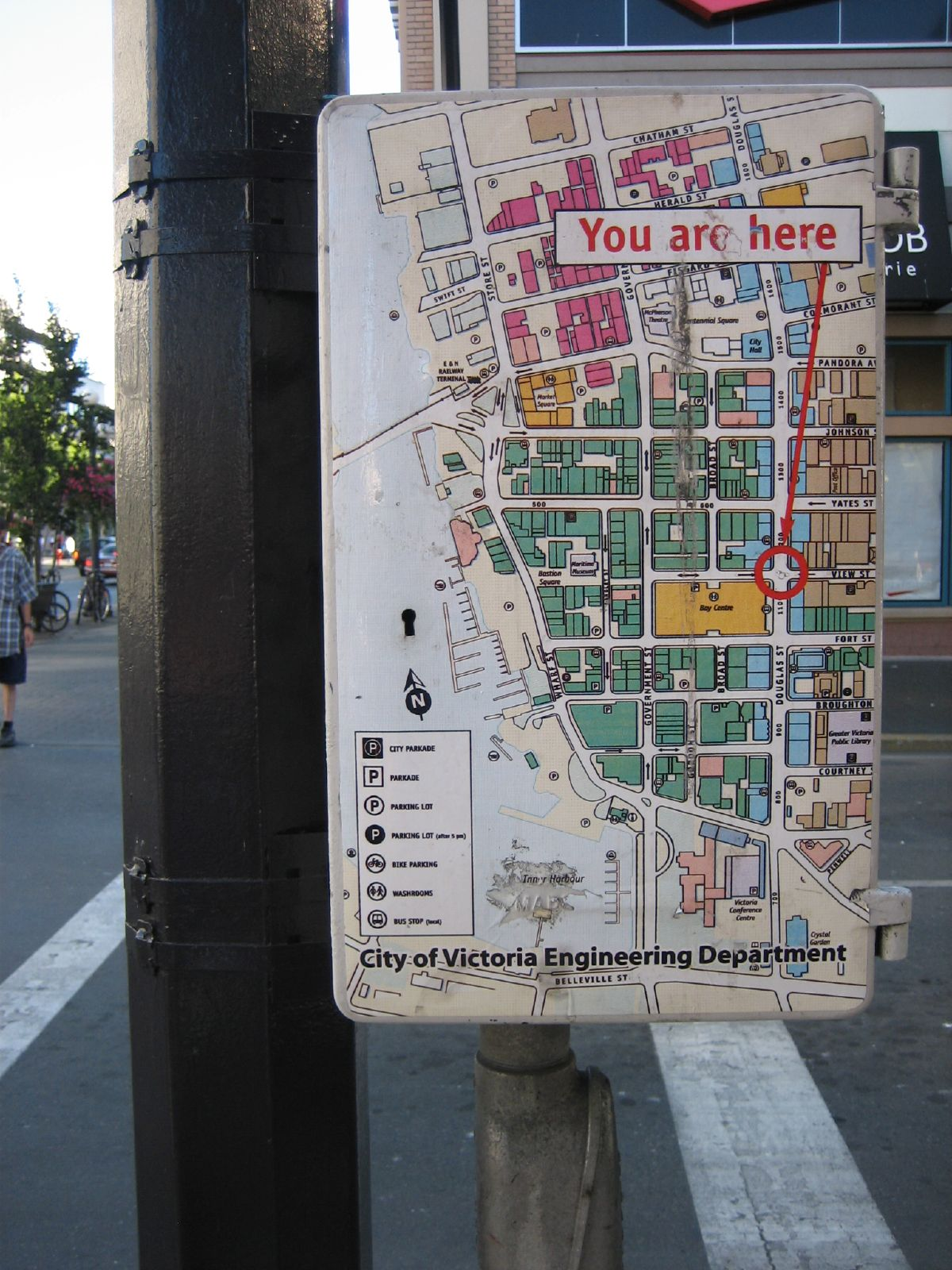
En anglais, sur une carte de Victoria, dans la province canadienne de Colombie-Britannique.

« Vous êtes ici » est une mention traditionnellement portée sur les cartes implantées à un endroit fixe, afin d'indiquer la position de la carte sur l'espace qu'elle décrit. Toute personne lisant la carte étant nécessairement au même endroit que celle-ci, cette indication permet aux lecteurs de savoir rapidement leur position sur la carte, et donc de déterminer plus facilement leur itinéraire pour atteindre leur but.
On le trouve typiquement sur les plans de ville, de réseaux de transport en commun, de bâtiments.
C'est l'équivalent du fil d'Ariane dans les interfaces informatiques.
Il a d'abord une utilité pratique, mais peut aussi servir à favoriser l'immersion.

## Apparence

Un exemple de pointeur.

Cette phrase sert souvent de légende à un pointeur qui peut prendre la forme d'un point, d'un cercle, d'une cible, d'une étoile, d'une flèche, etc.
Typiquement, l'ensemble est imprimé de couleur rouge, afin de ressortir visuellement du reste de la carte, et d'en faire le premier point de fixation de l'œil.

## Parodies
- Une parodie courante de cette mention est de la placer de manière qu'elle ne soit d'aucune aide :
  - sur une carte trop imprécise pour être utile, par exemple à l'échelle du globe (comme sur la couverture de l'album Vous êtes ici du groupe de rock québécois eXterio) ou de la galaxie, ou encore en l'absence d'éléments de référence (carte du désert représentant une immensité de sable) ;
  - ailleurs que sur une carte : il s'agit alors d'une tautologie. C'est ainsi le cas de Perdu.com, un site web dont l'unique page contient le texte suivant :

```
Perdu sur l'Internet ?
Pas de panique, on va vous aider
    * <----- vous êtes ici
```

- En 1998, dans la saison 9 de la série télévisée américaine Les Simpson, l'épisode intitulé Le Bus fatal (Lost Our Lisa) raconte comment Lisa se perd en prenant le bus. En tentant de retrouver son chemin, elle tombe par hasard sur une base militaire secrète, la zone 51-a (en référence à la zone 51), à l'entrée de laquelle se trouve une carte portant la mention « Vous êtes ici, nous n'y sommes pas » (« You are here, we are not »)[4].
- Dans un dessin du belge Philippe Geluck, le commentaire du Chat devant une carte marquée « Vous êtes ici » est : « Les nouvelles vont vite »[5] ; ce dessin fait notamment la couverture d'un album Le Meilleur du Chat[6]. C'est aussi l'objet d'une blague belge[7]. Dans un autre dessin, sa réaction est : « Je suis las », jouant sur l'homophonie entre « là » (équivalent de « ici » dans la phrase d'origine) et « las »[8]. Ce dessin figure, en situation, sur certains plans dans le centre de Bruxelles.[réf. nécessaire]
- La mention « Vous êtes ici » sans plan pour contexte. Un signe « Vous êtes ici » au Camp Olier, Sainte-Anne-des-Lacs, Québec, Canada. Le signe se trouve sur un arbre adjacent à un sentier.

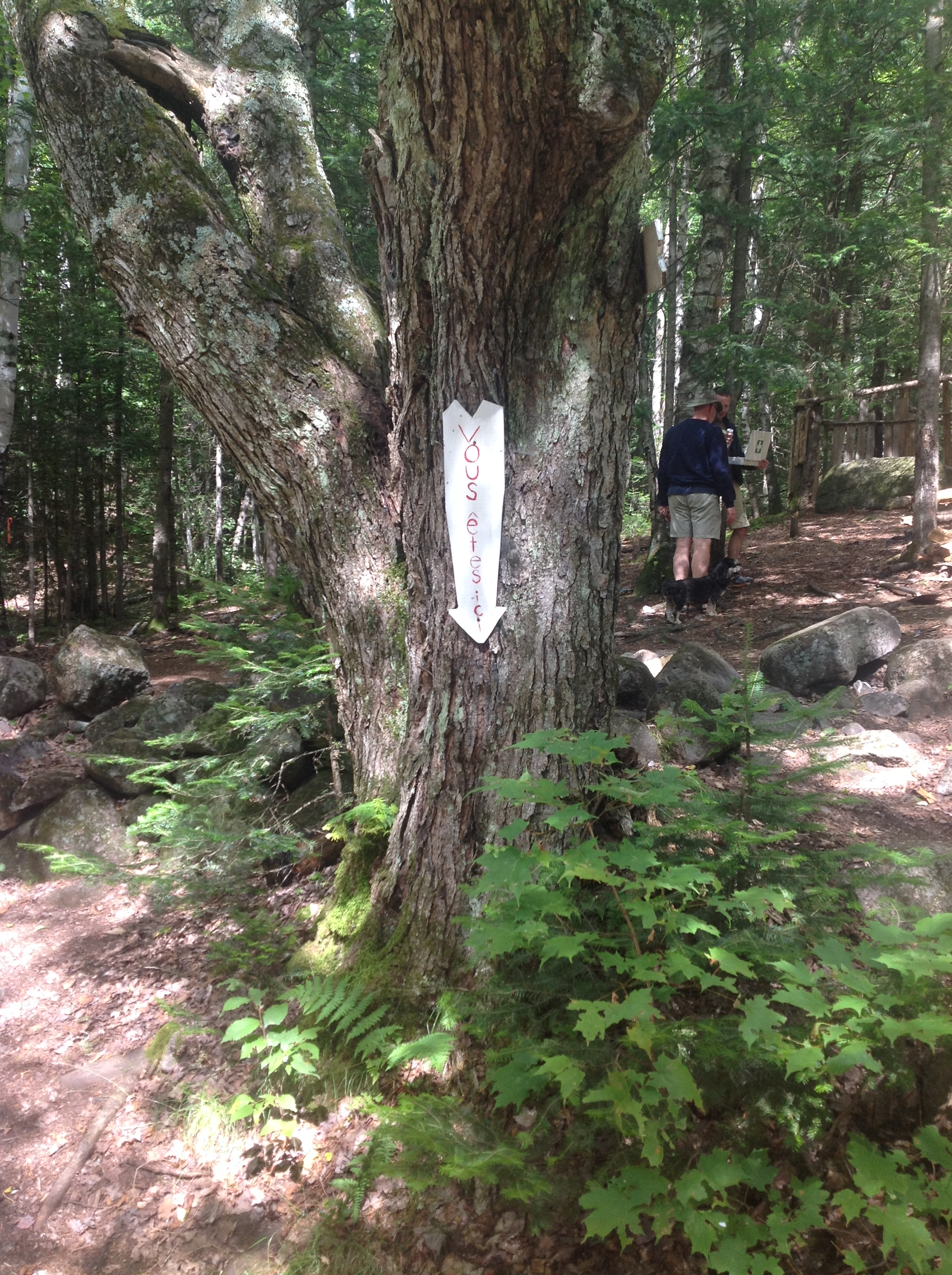
Un signe « Vous êtes ici » au Camp Olier, Sainte-Anne-des-Lacs, Québec, Canada. Le signe se trouve sur un arbre adjacent à un sentier.

## Dans d'autres langues
| Langue   | Équivalent                              |
| -------- | --------------------------------------- |
| Danois   | Her står de                             |
| Allemand | Sie befinden sich hier, ou Ihr Standort |
| Anglais  | You are here (abrégé par le sigle YAH)  |
| Espagnol | Estás aquí                              |
| Arabe    | أنت هنا (prononcé A-nta Houna)          |
| Italien  | Voi siete qui                           |
| Japonais | 現在地 (げんざいち, gensaichi)          |